# Ivana Sugar
Pour les articles homonymes, voir Sugar.
Ivana Sugar (née le 26 février 1992 en Ukraine) est une actrice pornographique ukrainienne.

## Carrière
Ivana Sugar commence sa carrière d'actrice pornographique à 18 ans. Au cours des premières années de sa carrière, elle a un grand nombre de pseudonymes.
Elle collabore avec des sociétés de production européennes et américaines, notamment Private, Evil Angel, Marc Dorcel, Colmax, New Sensations, Devil's film, Girlfriends Films, Juicy Entertainment ou Kick Ass Pictures. Elle travaille pour différents sites tels que Twistys, Viv Thomas ou 21Sextury.
En 2012, elle est nommée aux AVN Awards dans la catégorie Meilleure scène de sexe d'une production étrangère pour le film In Like Timo avec Ellen Lotus, Amelie et Timo Hardy.
En 2013, elle remporte le prix de l'artiste révélation de l'année aux Galaxy Awards, qui sont décernés en Espagne, et l'année suivante, elle remporte le prix de l'artiste féminine européenne.
Pendant trois éditions consécutives (2013, 2014 et 2015), elle est nommée aux AVN Awards dans la catégorie Performeuse étrangère de l'année.

## Source de traduction
- (es) Cet article est partiellement ou en totalité issu de l’article de Wikipédia en espagnol intitulé « Ivana Sugar » (voir la liste des auteurs).

1. ↑  Jean-Frédéric Tronche, « DXK, ou l'affaire du Sofitel classée sous X », sur L'Obs, 2012 (consulté le 26 février 2022)
2. ↑  « X Stars aux Galaxy Awards 2012 : Les Lauréats », sur xstarsnews.com, 2012 (consulté le 26 février 2022)
3. ↑  Thomas Musat, « Les Galaxy Awards aiment la France », sur Hot Vidéo, 2013 (consulté le 26 février 2022)
4. ↑  (en) « 2014 AVN Award Nominees (NSFW) », sur cltampa.com, 2013 (consulté le 26 février 2022)